# فردریک ماکلر
فردریک ماکلر (فرانسوی: Frédéric Macler‎ زاده ۱۶ مهٔ ۱۸۶۹ - درگذشته ۱۲ اوت ۱۹۳۸) ارمنستان‌شناس، خاورشناس، زبان‌شناس و محقق تاریخ قرون وسطی اهل فرانسه بود.
در سال ۱۹۱۹ فردریک ماکلر، ویکتور برار، اچ. لاکروا، آنتوان میه، آندره-فردینان ارولد، گابریل میله، گوستاو شلامبرژی، شارل دیئل «انجمن مطالعات ارمنی» (فرانسوی: Société des études arméniennes‎) را بنیانگذاری نمودند

## بخشی از کتابشناسی
- تاریخ قرون وسطی کمبریج